# Tizac-de-Lapouyade
Tizac-de-Lapouyade – miejscowość i gmina we Francji, w regionie Nowa Akwitania, w departamencie Żyronda.
Według danych na rok 1990 gminę zamieszkiwały 393 osoby, a gęstość zaludnienia wynosiła 42 osób/km² (wśród 2290 gmin Akwitanii Tizac-de-Lapouyade plasuje się na 798. miejscu pod względem liczby ludności, natomiast pod względem powierzchni na miejscu 1109.).